# Världsmästerskapen i skidskytte 1994
Världsmästerskapen i skidskytte 1994 hölls 1994 i Canmore i Alberta i Kanada och det anordnades endast lagtävlingar då dessa inte ingick i olympiska vinterspelen 1994 i Lillehammer, Norge.

## Herrar

### Lagtävling
| Medalj | Land     | Lagmedlemmar                                                           | Straffrundor | Resultat |
| ------ | -------- | ---------------------------------------------------------------------- | ------------ | -------- |
| 1      | Italien  | Pieralberto Carrara Hubert Leitgeb Andreas Zingerle Wilfried Pallhuber | …            | …        |
| 2      | Ryssland | Vladimir Dratjov Aleksej Kovaljev Valerij Kirienko Sergej Tarasov      | …            | …        |
| 3      | Tyskland | Jens Steinigen Marco Morgenstern Peter Sendel Steffen Hoos             | …            | …        |

## Damer

### Lagtävling
| Medalj | Land        | Lagmedlemmar                                                             | Straffrundor | Resultat |
| ------ | ----------- | ------------------------------------------------------------------------ | ------------ | -------- |
| 1      | Vitryssland | Natalia Permjakova Natalia Rysjenkova Irina Kokujeva Svetlana Paramygina | …            | …        |
| 2      | Norge       | Ann Elen Skjelbreid Åse Idland Anette Sikveland Hildegunn Fossen         | …            | …        |
| 3      | Frankrike   | Emmanuelle Claret Nathalie Beausire Corinne Niogret Veronique Claudel    | …            | …        |

## Medaljfördelning
| Placering | Land        | Guld | Silver | Brons | Totalt |
| --------- | ----------- | ---- | ------ | ----- | ------ |
| 1         | Vitryssland | 1    | 0      | 0     | 1      |
| 1         | Italien     | 1    | 0      | 0     | 1      |
| 3         | Norge       | 0    | 1      | 0     | 1      |
| 3         | Ryssland    | 0    | 1      | 0     | 1      |
| 5         | Frankrike   | 0    | 0      | 1     | 1      |
| 5         | Tyskland    | 0    | 0      | 1     | 1      |